# Otto Glöckel
Otto Glöckel, född 8 februari 1874 i Pottendorf, död 23 juli 1935 i Wien, var en österrikisk skolpolitiker.
Otto Glöckel avlade folkskollärarexamen 1893, var ledamot av Reichsrat 1907–1918, av Nationalrat 1918–1934, var understatssekreterare för undervisningsfrågor 1919–1920 och president för Wiens skolråd 1920–1934. Tillsammans med Viktor Fadrus och Hans Fischl gjorde Glöckel en stor insats för att reformera alla grenar av det österrikiska undervisningsväsendet. I Wien lyckades Glöckel driva igenom stora anslag för pedagogiska ändamål. Han grundade 1922 Wiens pedagogiska institut och Pädagogische Centralbücherei. Glöckel utgav bland annat Die österreichische Schulreform (1923) och Entwicklung des Wiener Schulwesens seit dem Jahre 1919 (1927).